# Aster gawędka

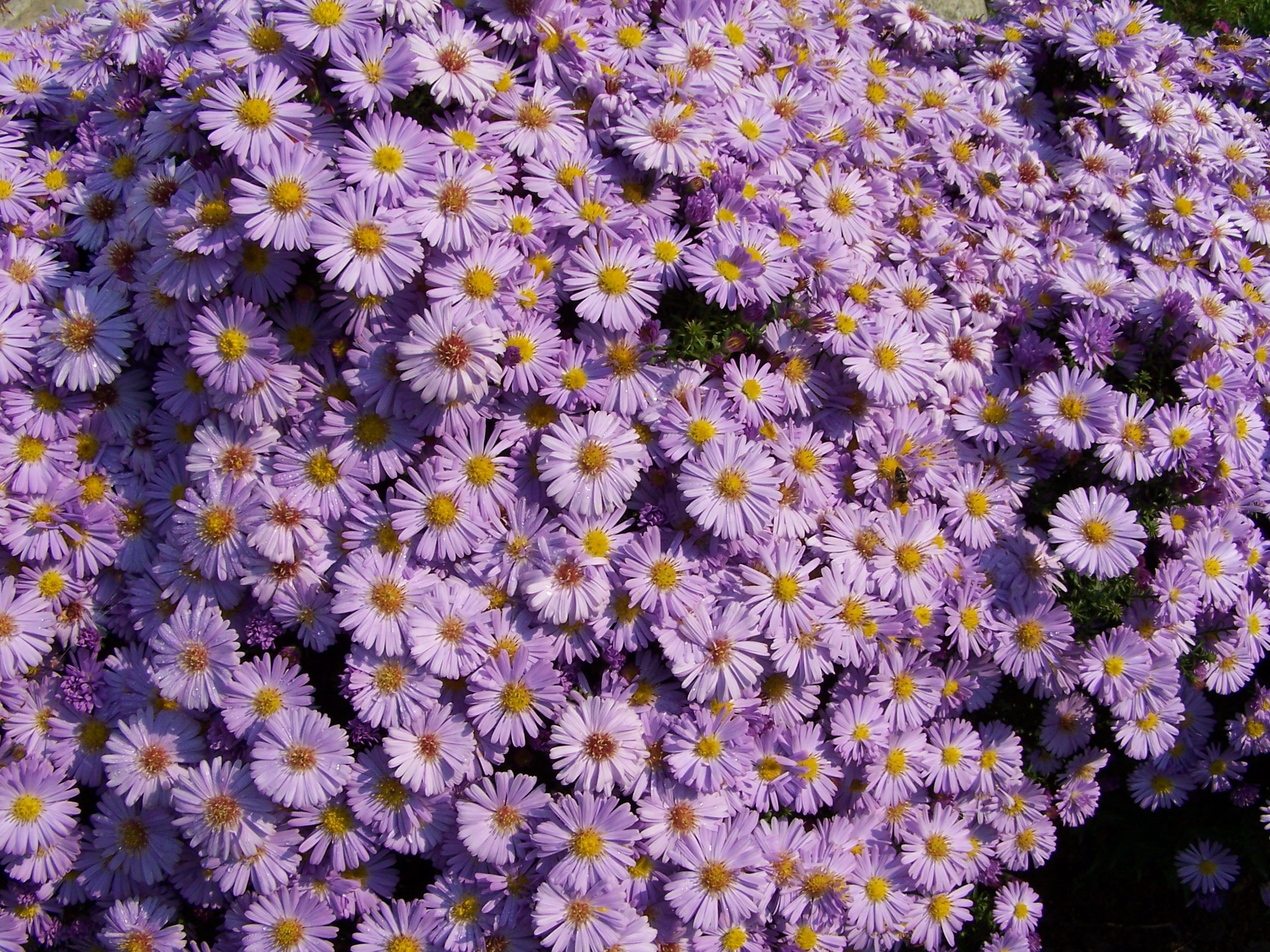
Odmiana ozdobna astra gawędki

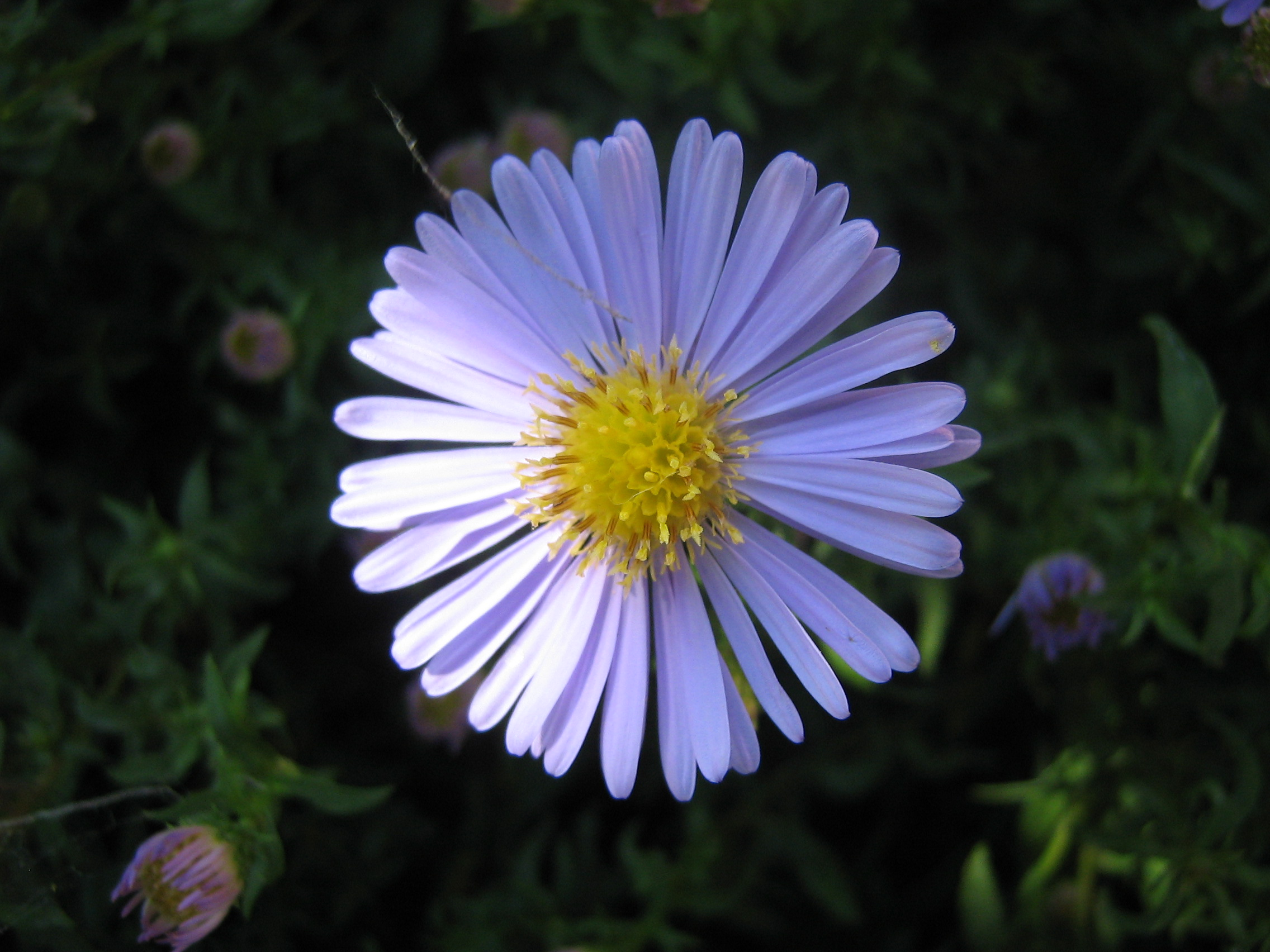
Kwiatostan astra gawędki

Aster gawędka (Aster amellus) – gatunek rośliny należący do rodziny astrowatych. 

## Rozmieszczenie geograficzne
Występuje w stanie dzikim w środkowej, południowej i wschodniej Europie oraz w zachodniej Azji (Kaukaz, Turcja, Czelabińsk, Kazachstan). W Polsce przebiega północna granica zasięgu tego gatunku. Występuje w pasie wyżyn od Śląsko-Krakowskiej poprzez Małopolską po Wyżynę Lubelską i Roztocze. Dalej na północy rośnie rzadziej wzdłuż dolin rzek (Bugu, dolnej Wisły, Noteci, Warty i dolnej Odry) oraz na Pojezierzu Mazurskim i Nizinie Północnopodlaskiej.

## Morfologia
PokrójRoślina zielna osiągająca do 60 cm wysokości. Z rozgałęzionego kłącza wyrasta co roku jeden lub kilka pędów. Łodygi są prosto wzniesione lub łukowato podnoszące się, rozgałęziające się w górnej połowie. Łodyga jest zielona lub czerwono nabiegła, w dole odstająco, a w górze przylegająco owłosiona.
LiścieOdziomkowe są łopatkowe, u nasady zwężone w długi ogonek. Łodygowe liście są lancetowate, zwężone w krótki ogonek, najwyższe są siedzące. Liście osiągają do 10 cm długości i 2,5, rzadko 3 cm szerokości. Są całobrzegie, rzadko z pojedynczymi, grubymi ząbkami, trójnerwowe, szorstko owłosione (włoski szczecinkowate, odstające).
KwiatyZebrane w okazałe koszyczki o średnicy 3,5–5 cm. Okrywa złożona z kilku szeregów listków osiągających 7 mm długości i 2 mm szerokości. Zewnętrzne listki okrywy są zielone i mają zmienny kształt – od jajowatego z zaostrzonym końcem do łopatkowatego z tępym końcem. Zmienne jest też ich owłosienie – bywają nagie lub gęsto owłosione. Wewnętrzne listki okrywy są błoniaste, zwykle z fioletowymi końcami. Brzeżne kwiaty języczkowate żeńskie, zwykle fioletowe lub niebieskie. Mają języczek do 20 mm długości i do 2,5 mm szerokości. Wewnętrzne kwiaty rurkowate, obupłciowe są żółte. Ich rurki osiągają do 4 mm i zakończone są 5 ząbkami o długości 1 mm.
OwoceNiełupki o długości 3–4 mm z białawym lub rudym puchem kielichowym o długości 4–6 mm.

## Biologia i ekologia
- Rozwój: Bylina. Kwitnie od lipca do września, jest owadopylny, kwiaty przedprątne, zapylane są przez muchówki i błonkówki[7]. Nasiona rozsiewa wiatr.
- Siedlisko: miejsca nasłonecznione, suche, gleby żyzne, bogate w wapń. Rośnie na słonecznych wzgórzach, skałach, w widnych zaroślach. Gatunek kserotermiczny.
- W klasyfikacji zbiorowisk roślinnych gatunek charakterystyczny dla związku (All.) Cirsio-Brachypodion pinnati, Ass. Inuletum ensifoliae[8].
- Liczba chromosomów 2n= 18 (36,54)[9].

## Zagrożenia i ochrona
Roślina objęta w Polsce od 2004 ścisłą ochroną gatunkową. Umieszczona na polskiej czerwonej liście w kategorii NT (bliski zagrożenia). W ostatnich latach wyraźnie spada liczba naturalnych stanowisk. Zagrożeniem dla gatunku jest zarastanie muraw kserotermicznych, w których występuje, przez krzewy i drzewa, a także ich wykorzystywanie gospodarcze.

## Zastosowanie i uprawa
ZastosowanieRoślina ozdobna uprawiana na kwiaty cięte i na rabatach. W ogrodnictwie uzyskano wiele różnobarwnych kultywarów, m.in.: 'King George' o ciemnofioletowych kwiatach, 'Violet Quen' o jasnofioletowych kwiatach, czy 'Sonia' o jaskraworóżowych kwiatach.
RozmnażaniePrzez podział w okresie wiosny (kwiecień, maj) lub ewentualnie przez sadzonki pobierane w maju. Co 4-5 lat wymaga rozsadzania, gdyż bryła korzeniowa nadmiernie zagęszcza się. Roślina w Polsce w pełni mrozoodporna (strefy mrozoodporności 3-9).